# Алфавітний список українських шляхетських родів
Зведений список малоросійських шляхетських родів
За часів Війська Запорозького не існувало Герольдії, шляхетських зібрань чи інших органів, що регулювали б шляхетський стан. Тому відсутні точна чисельність та повний перелік малоросійських шляхетських родів. Даний список включає в себе переважно шляхетські роди Війська Запорозького згадані в «Малоросійському родословнику», «Малоросійському гербовнику», а також «Родовідній книзі Чернігівської губернії».
Список не включає в себе:
- старшинські роди Слобідських козацьких полків
- старшинські роди Війська Запорозького Низового
- пізніші малоросійські дворянські роди, чиї предки не належали до шляхти або не обіймали урядів у Війську Запорозькому

## А
Авсієнки (Овсієнки), Адамовичі, Адасовські, Аквілови, Александровичі, Алфьорови, Андрієвські, Андрушевські, Антоновичі-Аверкови, Антоновичі-Войсими, Антоновичі-Страховські, Апостоли, Арандаренки, Армашевські, Аршукови, Афанасенки, Афендики

## Б
Багили, Базилевські, Бакаї, Бакуринські, Барановські, Бартоші, Басакови, Батуринці, Батурські, Безбородьки, Безпалови (Безпалі), Березовські, Берли, Бетулинські, Бивалькевичі, Биковські (гербу Гриф), Биковські (гербу Радван), Білевичі, Білецькі-Носенки, Білозерські, Білоцерковські, Блажевичі, Блохіни, Бобирі, Бобровські І, Бобровські ІІ, Бобруйки, Богаєвські, Богдановичі І, Богдановичі ІІ, Богдановські, Богінські, Богомольці, Богуни, Богуші, Божичі, Болдаковські, Бондаревські, Бонч-Бруєвичі, Борисенки, Боровикови (Боровики), Боровські, Бородухи, Бороздни, Бороховичі, Борсуки І (Борсукови), Борсуки ІІ, Бразолі, Бразолі-Брушковські, Брановицькі-Бароненки, Брежинські, Брешко-Брешковські, Брилевичі, Бродовичі, Бродські, Брюховецькі, Бублики, Бублики-Погорельські, Бугаєвські (Богаєвські), Бугославські, Будлянські, Булавки, Булашевичі, Бурдуни, Бурі, Бутовичі І, Бутовичі ІІ, Буцькі, Буяльські, Бялоновичі

## В
Вавравські, Вакуловичі, Валькевичі, Василенки, Василенки-Бідні, Васютинські, Васютинські-Подобєдови, Велентії, Велецькі, Великосовичі, Велінські, Величковські, Вербицькі, Вербицькі-Антіох, Вернадські, Вечорки, Виговські, Виноградські, Виридарські, Вислогурські, Висоцькі, Вишневські, Віницькі, Власенки, Вовкушевські, Войцеховичі, Войнаровські, Волевачі, Володковські, Волховські, Ворожбити, Воронченки, Вронські, Вуяхевичі, В'язовики, Вялопольські

## Г
Гавришеви, Гайдовські-Потаповичі, Гаєві, Галагани, Галенковські, Галецькі, Галузевські, Гамалії, Ганжі, Гаркушевські, Гатцуки, Герцики, Гетуни, Глібови, Глушановські, Гнідичі, Говоруни, Гоголі-Яновські, Голембатовські, Головачевські, Голуби, Голяки, Голяховські, Гомолицькі, Гончаревські, Гордієнки, Горкавенки, Горленки, Горові, Городьки, Грабянки (Гребінки), Грановські, Граховські, Грембецькі, Гречані, Грибовські, Гриневичі, Грицаєви, Гриценки, Гриценки-Болдаковські, Гришанови, Громеки, Губарєви, Губчиці, Гудим-Левковичі, Гудим-Месенцови, Гудовичі, Гулаки

## Д
Давидовські, Данилевські, Даниловичі, Данченки, Дарагани, Даровські, Даценки, Дворецькі, Деленч-Ленчовські, Демешкевичі-Загорянські-Ольшанські, Демешки, Демидовські, Демчинські, Дергуни, Деркачі, Джунковські, Джури, Дзюрковські, Диздарьови, Дідевичі, Діяковські, Дмитрашки-Райчі, Добронизькі, Добрянські, Довгі, Довголевські, Довкгели, Долинські, Домбровські, Домонтовичі І, Домонтовичі ІІ, Дорошенки, Драгомирови, Дроздовські, Дубини, Дублянські, Дубницькі, Дубовики, Дубовські, Дуброви, Дуніни-Борковські

## Є
Єньки, Єньки-Даровські, Єремєєви, Єсикорські, Єсимонтовські

## Ж
Жадкевичі, Жайворонкови, Ждановичі І, Ждановичі ІІ, Жебровські, Желізки, Жили, Жлоби-Погорельські, Жоравки, Жуковські, Жуки, Жукови, Жураковські, Жураковські-Корецькі, Журмани, Жученки

## З
Забіли, Заблоцькі-Десятовські, Заборовські, Завадовські, Завойки, Закоморні, Закревські, Занкевичі, Заньковські, Заровські, Зарудні, Зарецькі-Зеньковичі, Заруцькі, Засядки, Затиркевичі, Зеленські, Зеневичі, Зінченки, Златковські, Значко-Яворські, Золотаренки, Зоричі, Зражевські, Зуби

## І
Іваненки, Іваницькі-Василенки, Іваніни, Ізмаїльські, Ільєнки, Ільяшенки, Імшенецькі, Ісаєвичі, Іскрицькі, Іскри

## К
Казановичі, Казанські, Калиновські, Калинські, Калити, Каменецькі (Каменецькі-Скачковські), Камінські, Кандиби, Каневецькі, Каневські, Каневські-Оболонські, Капністи, Капцевичі, Карновичі, Карпеки, Карпенки, Карпенки-Логвинови, Карпінські, Карташевські І, Карташевські ІІ, Каталеї, Катериничі, Катричі, Кафтановські, Кибальчичі, Кизимовські, Кириленки, Кир'якови, Киселі, Киселі-Загорянські, Клечановські, Клименки, Климовичі, Климченки-Дорошенки, Книшеви, Ковалевські, Кованьки, Ковтуновичі, Кодинці, Кожуховські-Ференсбахи, Козачинські, Козачки, Козачковські, Козельські, Козловичі-Федьки, Козловські, Кольчевські, Колодкевичі, Комаровські, Комашинські, Комовські, Компанці, Кондзеровські, Кониські, Кордюкови-Мищенки, Корецькі, Коржинські, Корицькі, Корнієнки, Коробки І, Коробки ІІ, Коровки–Вольські, Коропчевські, Короткевичі, Корсакевичі, Корсуни І, Корсуни ІІ, Корсуни III, Корсуни IV, Корсуни V, Корсуни VI, Корчак-Котовичі, Косачі, Косинські, Коссовичі І, Коссовичі ІІ, Коссовичі III, Коссовичі IV, Костенецькі І, Костенецькі ІІ, Костенецькі III, Костянтиновичі І, Костянтиновичі ІІ, Косюри, Косяровські, Кочаневські (Коченевські), Кочубеї І, Кочубеї ІІ, Кочубеї III, Кочубеї IV, Кочубеї V, Кошуби, Кошельови, Красницькі, Красножони, Краснокутські І, Краснокутські ІІ, Красовські І, Красовські ІІ, Красовські III, Красовські IV, Кривицькі-Тимченки, Крижановські, Криницькі, Крицькі, Кричевські, Криштафовичі І, Криштафовичі ІІ, Кролевецькі, Круп'янські, Кручки-Голубови, Кузьмінські, Кулаковські, Куліші (Кулєшови), Кулябки, Кулябки-Корецькі, Куміловські, Купчинські, Кураховські, Курики, Куриленки-Тимошенки, Курили, Куткевські, Кушакевичі, Кущинські (Кущі)

## Л
Лагоди, Лазаревичі, Лазаревські, Ласкевичі, Лайкевичі, Ластовецькі, Лашкевичі, Лащинські I, Лащинські II, Левенці І, Левенці ІІ, Левенці III, Левенці IV, Левицькі, Левковичі, Левченки, Левченки І, Левченки ІІ Легкобитови, Ледванські, Леонтовичі І, Леонтовичі II, Леонтовичі III, Леонтовичі IV, Леонтовичі V, Лесевичі, Лесенки, Лизакевичі, Лизогуби, Липницькі, Липські, Лисенки, Лисиці, Листовські, Лисянські, Лихопої (Лихопої-Башевські), Лихошерстови, Лишині І (Лишені, Лишені-Дудицькі), Лишині ІІ (Лишеньови), Ліневичі, Лісеневичі, Лісницькі Лісовські, Лободи, Лобисевичі, Лобко-Лобановські, Ломаки, Ломиковські, Лопати (Лопатіни), Лубяновські, Лузанови, Лукашевичі І, Лукашевичі ІІ, Лукомські, Лук'яновичі-Лиждвої, Лусти, Лясковські-Тіндентникові, Ляшенки

## М
Мавольські, Магденки І, Магденки ІІ Магеровські, Маєвські, Мазапети, Мазапети-Бродовичі, Мазаракі, Мазепи, Маковські, Максимови, Максимовичі І (Максимовичі-Васильковські), Максимовичі ІІ, Максимовичі III, Максимовичі IV, Максимовичі V, Максимовичі VI, Максимовські, Малами, Малахови, Малиношевські, Малишевські, Малченки, Манджоси (Манджоси-Андросови), Манжоси, Мандрики І, Мандрики ІІ, Мануйловичі, Маньковські, Маренці-Логвинови, Маркевичі І, Маркевичі ІІ, Марковські, Мартиновичі, Мартоси I, Мартоси II, Марченки, Мархоленки (Михайленки), Масюкови, Масютини, Метельські, Мешетичі, Миклашевські, Милорадовичі, Мині, Мировичі, Міткевичі, Міроненки, Міронови, Місаковські, Міславські, Місловські, Міщенки, Многогрішні, Мовчани І, Мовчани ІІ, Модзалевські, Моісеєнки-Зарівні, Мокрієвичі (Дебогорія-Мокрієвичі), Молявки (Малявки), Москальські

## Н
Навроцькі, Небаби І (Небаби-Охрімовські, Небаби-Котеві, Небаби-Купрієвичі), Небаби ІІ, Наливайки, Нарбути, Неданчичі-Кривопиши, Немирович-Данченки I, Немирович-Данченки II, Несміянови, Нестелеї, Нестеровичі, Нечаї, Ніговські, Нікіфоровичі, Новаковичі, Новікови, Новіцькі, Ноздри, Носенки, Нуджевські

## О
Обідовські, Оболонські І, Оболонські II, Огієвські, Огієвські-Охоцькі, Огінські, Ограновичі (Огроновичі), Озерські, Ольшанські, Омелюти, Омельяненки, Омельяновичі, Онищенки, Онопрієнки-Шелкові (Онопрієнки-Шовкові), Орлики, Орлики-Майбороди, Осмоловські, Осташки (Остшкови), Остелецькі, Отвіновські, Островські, Остроградські, Отрощенки, Отрєшкови (Тарасенки-Отрєшкови), Охріменки

## П
Павловські, Паволоцькі, Палії, Панченки, Парпури, Пасенки, Паскевичі, Пащенки, Пекалицькі, Петровські І (Міньковичі-Петровські), Петровські ІІ, Петрункевичі, Пилипенки, Підвисоцькі, Піковці, Пікури, Пікуси, Пілатовичі, Піроцькі, Плаксини, Плішки, Плотні, Плохути, Плющі, Плющі-Гнилокожі, Подгаєвські, Подгаєцькі-Приблуди, Подольські, Позняки, Покорські, Покотили, Полетики, Політковські, Половецькі, Полоницькі (Полоницькі-Шимкови), Полонські, Полуботки, Понирки, Порохонські, Посудевські, Прасоли, Прачики, Предремирські, Пригари, Приймакови, Проскурненки, Проценки, Псіоли (Псьоли), Пузики, Пучковські І (Почеки), Пучковські ІІ, Пушкаренки-Овсієнки

## Р
Радченки, Райпольські-Радичі, Райченки, Раковичі, Ракушки-Романовські, Расторгуї, Рачинські, Рашевські, Рашки, Редьки, Ренчицькі, Реути, Решинські-Пушкарі, Рклицькі, Роговичі, Родзянки, Розумовські, Романовичі, Романовські, Романченки, Ромаскевичі, Рославці, Росовські, Рощаковські, Рощини, Рубани, Рубці І, Рубці ІІ, Рубці III, Рудковські, Рудченки, Руновські, Рустановичі, Рухлядки, Рухови (Рухови-Бадилевські), Рубальські-Бутевичі, Римші, Ричицькі-Логвінови

## С
Савицькі, Савичі, Савичі-Тихоновичі, Савойські-Єзучевські, Савченки-Більські, Сагайдачні, Саєвські, Салогуби, Самойловичі І, Самойловичі ІІ, Самойловичі III, Самойловичі IV, Самойловичі V (Самойловичі-Медовники), Сахновські, Сахно-Устимовичі, Світи, Свідерські, Свірські, Свободецькі, Свічки, Святобливо-Коробкини, Себастіановичі, Селецькі, Семеки І, Семеки ІІ, Семеки III, Семеновичі, Семенови, Сербіни, Сердюкови, Сидоренки (Сидоренки-Скрипченки), Силевичі, Силичі (Силичі-Полянські), Силичі-Аліферови, Симоновські, Скабичевські, Скаловські, Скачевські, Скоропадські, Скоруппи, Скугар-Скварські, Слабії, Случановські, Слюзи, Сміяловські (Сміловські), Сніжки, Соболевські, Соколикови (Соколикови-Радченки-Котляреви), Соколовські, Соломки, Соломки-Лавські, Солонини, Сороки, Спащенки-Кич, Спиридонови, Спичаки-Заболотні, Сполатбоги, Ставиські, Старицькі, Стаховичі, Стебловські, Стефановичі-Донцови, Стожевські, Стожки, Стоколенки-Кириленки, Столиці, Стопановські, Стороженки І, Стороженки ІІ, Страдомські, Ступачевські, Судієнки, Сулими, Сухоти (Сухотіни)

## Т
Танські, Тарасевичі, Тарасенки, Тарасови, Тарновські І, Тарновські ІІ, Тарновські III, Тернавіоти, Тернавські, Тимковські, Тимошенки, Тимченки-Островерхови, Тихоновичі-Міщенки, Тищенки, Товстоліси, Товстоноги, Томари, Топольницькі, Тоцькі, Тризни, Трипольські, Тройницькі, Троцини, Троцькі I, Троцькі II (Троцькі-Сенютовичі), Трощинські І, Трощинські ІІ, Трусевичі, Труханови, Туманські, Тупиці, Туранські, Турковські І, Турковські ІІ

## У
Уманці

## Ф
Фаї, Фаї-Зеневичі, Федоровські, Федченки, Фененки, Филоновичі, Филонови, Фіалковські

## Х
Халанські, Ханенки, Харитоненки-Євменови, Харченки, Хильковські, Хильчевські, Хмельницькі, Ходолеї І (Худолеї), Ходолеї ІІ (Худолеї), Ходоти, Ходьки, Холодовичі І, Холодовичі ІІ, Холодовські, Хоменки, Храмцови, Христіановичі, Худорбії

## Ц
Цеклінські (Циклінські), Цесарські, Цитовичі

## Ч
Чайки, Чайковські, Чарнолуські, Чарниші І, Чарниші ІІ, Чекани, Чернявські, Черняки, Черняховські, Чесноки, Чижевські, Чугаєвські, Чуйкевичі

## Ш
Шаули, Шафонські, Шемшукови, Шендюхи, Шираї І, Шираї ІІ, Шихуцькі, Шийкевичі, Шкарупи-Шафоростови, Шкляревичі, Шкляревські, Шликевичі (Шликевичі-Плющеви), Шрамченки, Штишевські (Стишевські), Шуби, Шумицькі, Шуми

## Щ
Щербані, Щерби, Щитинські, Щуцькі

## Ю
Юзефовичі, Юницькі, Юркевичі, Юрковські, Юскевичі-Красковські

## Я
Яворські І, Яворські ІІ, Ягодовські, Яжборовські-Юр'єви, Якимахи, Якимовичі (Якимовичі-Кожуховські), Яковлевичі, Якубовичі, Якубовичі-Барло, Ялоцькі, Янжули, Яновичі, Яновські, Ярмошевські, Ярові-Равські, Ярошевські, Ярошенки-Шевельови, Яхневичі, Яценки